# 진주조
진주조(학명: Pennisetum glaucum 펜니세툼 글라우쿰[*] 영어: Pearl millet)는 벼과의 한해살이풀이다.

## 재배
아프리카, 중국, 인도, 미국 등지에서 재배한다.

## 사진 갤러리

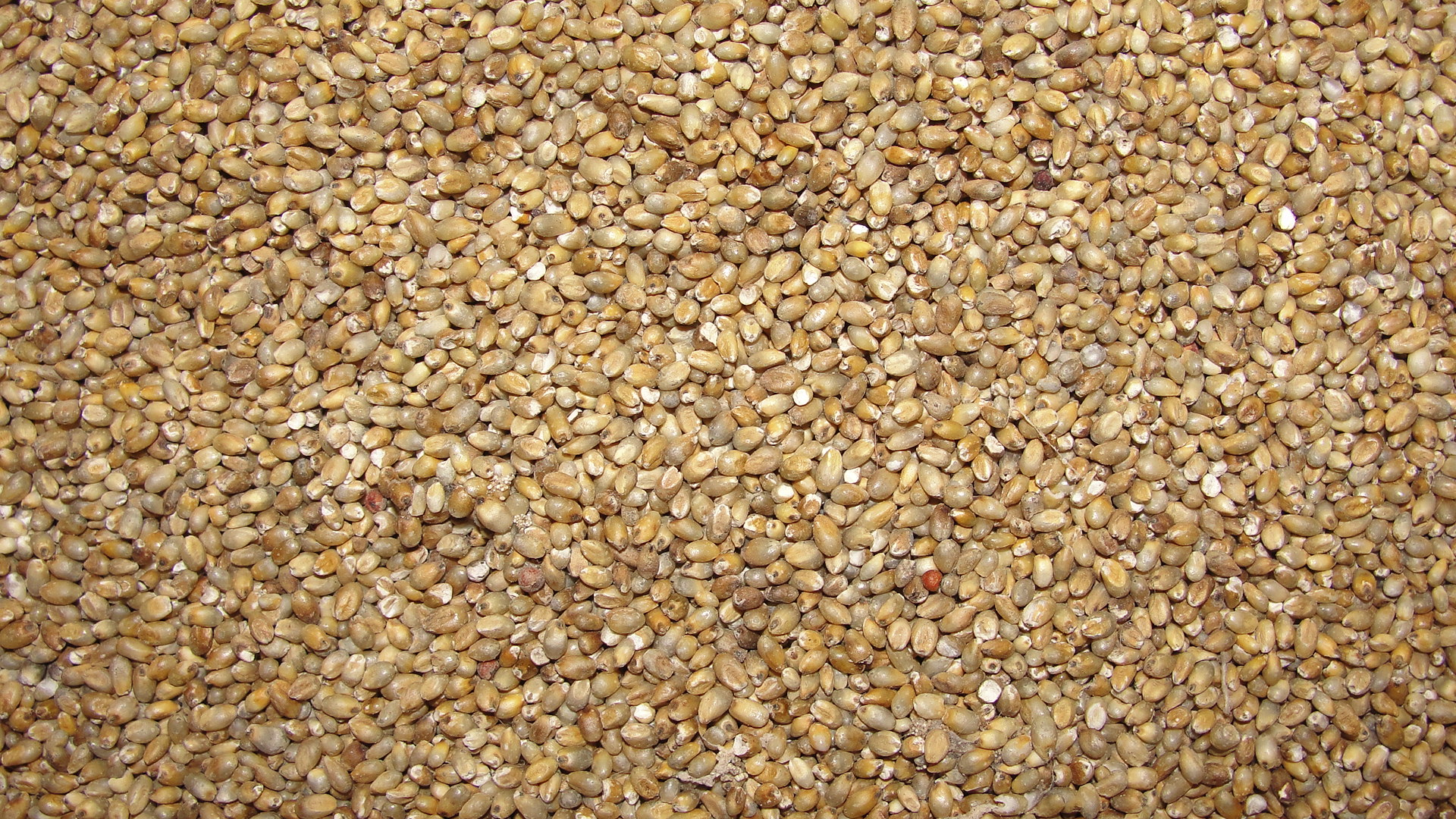
진주조 (낟알)

## 같이 보기
- 조
- 서곡